# Micropterix garganoensis
Micropterix garganoensis és una espècie d'arna de la família Micropterigidae. Va ser descrita per Heath, l'any 1960.
És una espècie endèmica d'Itàlia.